# Лесопитомник (Днепропетровская область)
Лесопитомник (укр. Лісопитомник) — посёлок, Новопольский сельский совет, Криворожский район, Днепропетровская область, Украина.
Код КОАТУУ — 1221884711. Население по переписи 2001 года составляло 212 человек.

## Географическое положение
Посёлок Лесопитомник находится на расстоянии в 0,5 км от сёл Степовое и Днепровка.
Через посёлок проходит автомобильная дорога Н-11.

## Экономика
- Тепличное хозяйство.